# الفحيلة
الفحيلة هي قرية في مركز قرى حمص التابعة لمنطقة حمص في محافظة حمص.
تقع جنوب شرق حمص، وتبعد عنها 20 كم. تزرع أرضها باللوز، والكرمة، والزيتون. يوجد فيها كنيسة قديمة (دير القديس مار اليان ) وكنيسة جديدة (كنيسة السيدة العذراء). يوجد فيها مدارس ابتدائية، وإعدادية، وثانوية، وهناك بلدية، ومركز صحي.وصالة أفراح.

## وصلات خارجية
- الموقع الرسمي للقرية الفحيلة - منتديات الصداقة محبة